# .mn
.mn es el dominio de nivel superior geográfico (ccTLD) para Mongolia.